# Wang Zhelin
Dans ce nom, le nom de famille, Wang, précède le nom personnel.
Wang Zhelin, (en chinois : 王哲林, en Hanyu pinyin : Wáng Zhélín), né le 20 janvier 1994 à Fujian en Chine, est un joueur de basket-ball chinois, évoluant aux postes d'ailier fort et de pivot.

## Palmarès
- Champion d'Asie 2015